# James Kinsey

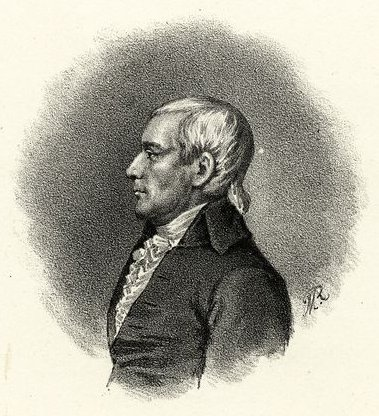
James Kinsey

James Kinsey (* 22. März 1731 in Philadelphia, Provinz Pennsylvania; † 4. Januar 1803 in Burlington, New Jersey) war ein britisch-amerikanischer Jurist und Politiker. In den Jahren 1774 und 1775 war er Delegierter für New Jersey im Kontinentalkongress.

## Werdegang
James Kinsey besuchte die öffentlichen Schulen seiner Heimat. Nach einem anschließenden Jurastudium und seiner im Jahr 1753 erfolgten Zulassung als Rechtsanwalt begann er in New Jersey und Pennsylvania, die beide damals noch zur britischen Krone gehörten, in diesem Beruf zu arbeiten. Seinen Hauptwohnsitz hatte er in Burlington. Dort schlug er auch eine politische Laufbahn ein. Zwischen 1772 und 1775 saß er im kolonialen Abgeordnetenhaus. In den 1770er Jahren schloss er sich der Revolutionsbewegung an. In den Jahren 1774 und 1775 war er Mitglied im Committee of Correspondence für Burlington. Gleichzeitig vertrat er New Jersey im Kontinentalkongress. Seit dem 20. November 1789 war James Kinsey als Chief Justice Vorsitzender Richter am New Jersey Supreme Court. Er starb am 4. Januar 1803 in seinem Wohnort Burlington.